# Yves Demaria
Yves Demaria   (Marsella, 22 de gener de 1972) és un expilot de motocròs occità, guanyador de tres Campionats del Món de motocròs en la categoria MX3. També formà part de l'equip estatal francès guanyador del Motocross des Nations el 2001.
Demaria destacà a començament de la dècada del 1990 obtenint bons resultats en les categories de 125 i 250cc i després passà unes quantes temporades sense lluir especialment, fins que a mitjan primera dècada del segle xxi entrà en ratxa i aconseguí els seus millors resultats en la nova categoria MX3.

## Palmarès
| Any          | Motocicleta  | Campionat del Món | Campionat del Món | Campionat del Món | MXDN | C. França |
| Any          | Motocicleta  | 500cc             | 250cc             | 125cc             | MXDN | C. França |
| ------------ | ------------ | ----------------- | ----------------- | ----------------- | ---- | --------- |
| 1986         | Yamaha       | -                 | -                 | -                 | -    | 1r Cadet  |
| 1987         | Yamaha       | -                 | -                 | -                 | -    | 1r júnior |
| 1988         | Yamaha       | -                 | -                 | 46è               | -    |           |
| 1989         | Yamaha       | -                 | -                 | 8è                |      | 1r 125cc  |
| 1990         | Yamaha       | -                 | -                 | 8è                |      | 1r 125cc  |
| 1991         | Suzuki       | -                 | -                 | 4t                |      | 1r 125cc  |
| 1992         | Suzuki       | -                 | -                 | 4t                |      | 1r 125cc  |
| 1993         | Suzuki       | -                 | -                 | 2n                |      | 1r 125cc  |
| 1994         | Honda        | -                 | 3r                | -                 |      | 1r 250cc  |
| 1995         | Yamaha       | -                 | 12è               | -                 |      | 1r Open   |
| 1996         | Yamaha       | -                 | 4t                | -                 |      | 1r Open   |
| 1997         | Kawasaki     | -                 | 9è                | -                 |      |           |
| 1998         | Kawasaki     | -                 | 11è               | -                 |      |           |
| 1999         | Husqvarna    | 4t                | -                 | -                 |      |           |
| 2000         | Yamaha       | -                 | 7è                | -                 |      | 1r Open   |
| 2001         | Yamaha       | -                 | 9è                | -                 | 1r   | 1r Open   |
| 2002         | KTM          | 6è                | -                 | -                 |      |           |
|              |              | MX3               | MX1               | MX2               |      |           |
| 2003         | KTM          | 28è               | -                 | -                 |      |           |
| 2004         | KTM          | 1r                | -                 | -                 |      |           |
| 2005         | KTM          | 2n                | -                 | -                 |      |           |
| 2006         | KTM          | 1r                | -                 | -                 |      |           |
| 2007         | Yamaha       | 1r                | -                 | -                 |      |           |
| Total títols | Total títols | 3                 | 0                 | 0                 | 1    | 12        |

1. ↑  La classificació consignada a MXDN fa referència a la posició final obtinguda per l'equip estatal